# Modem für Parallelübertragung

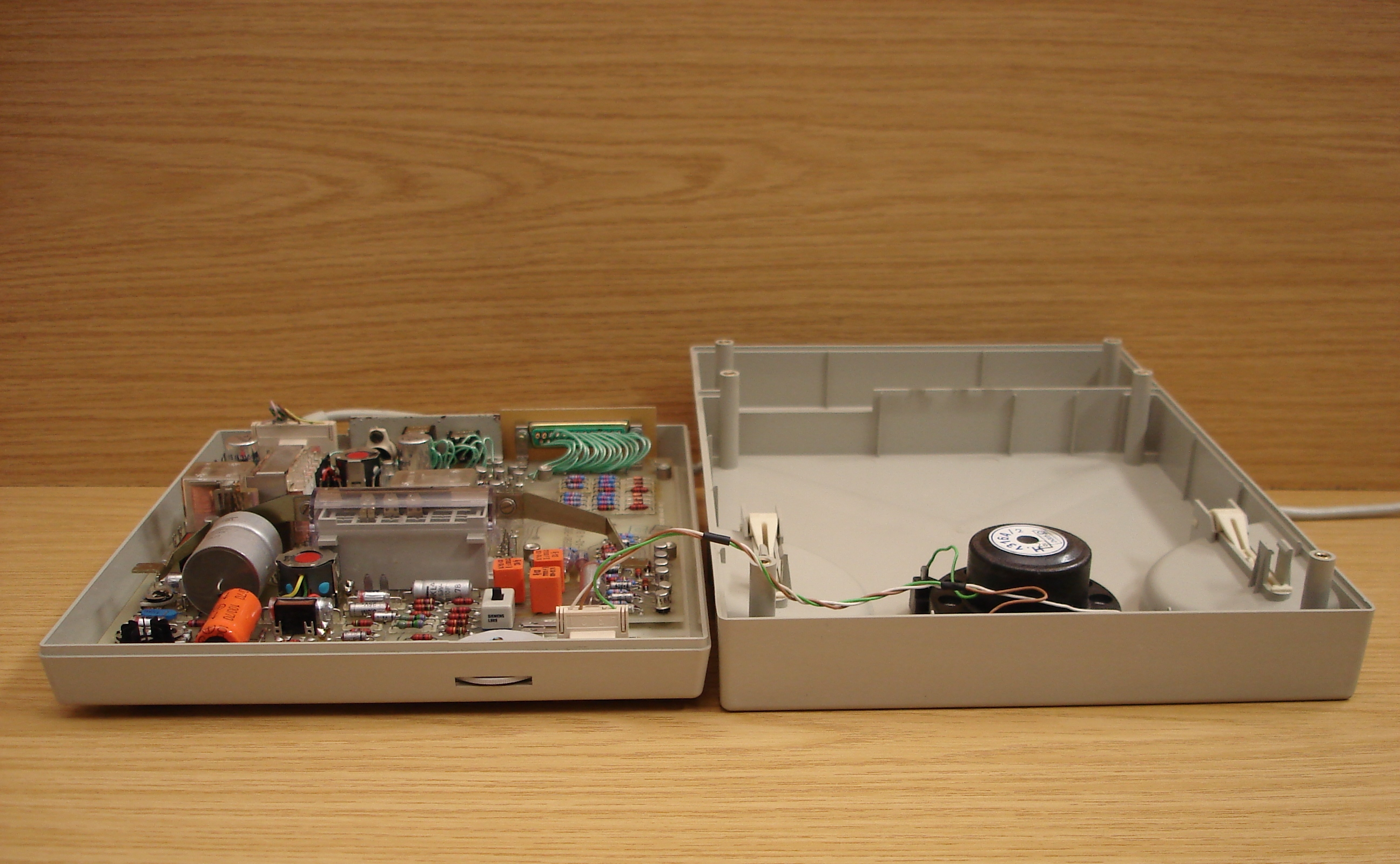
Parallelmodem offen, Typ D20P-A02 (01/1978)

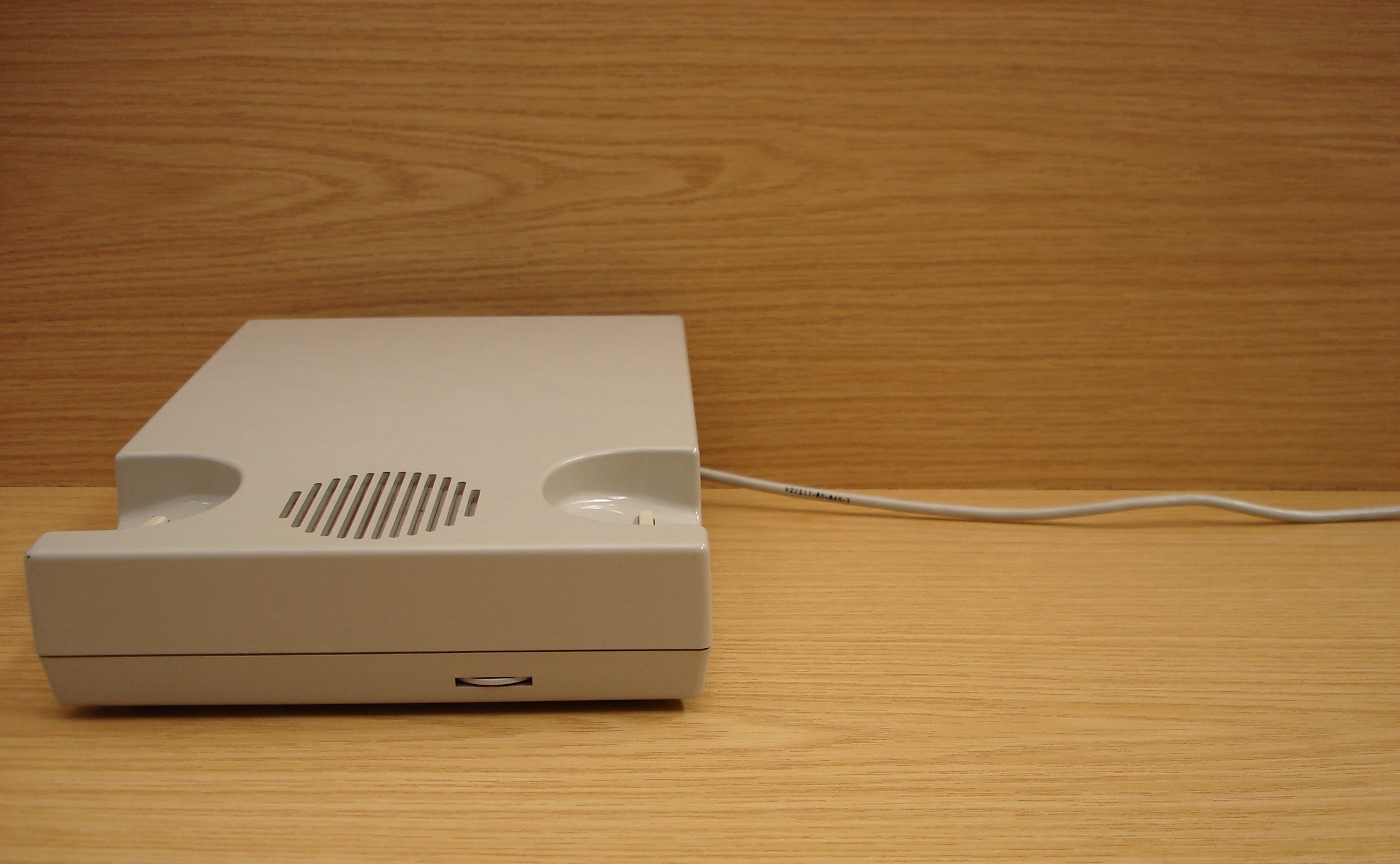
Parallelmodem geschlossen

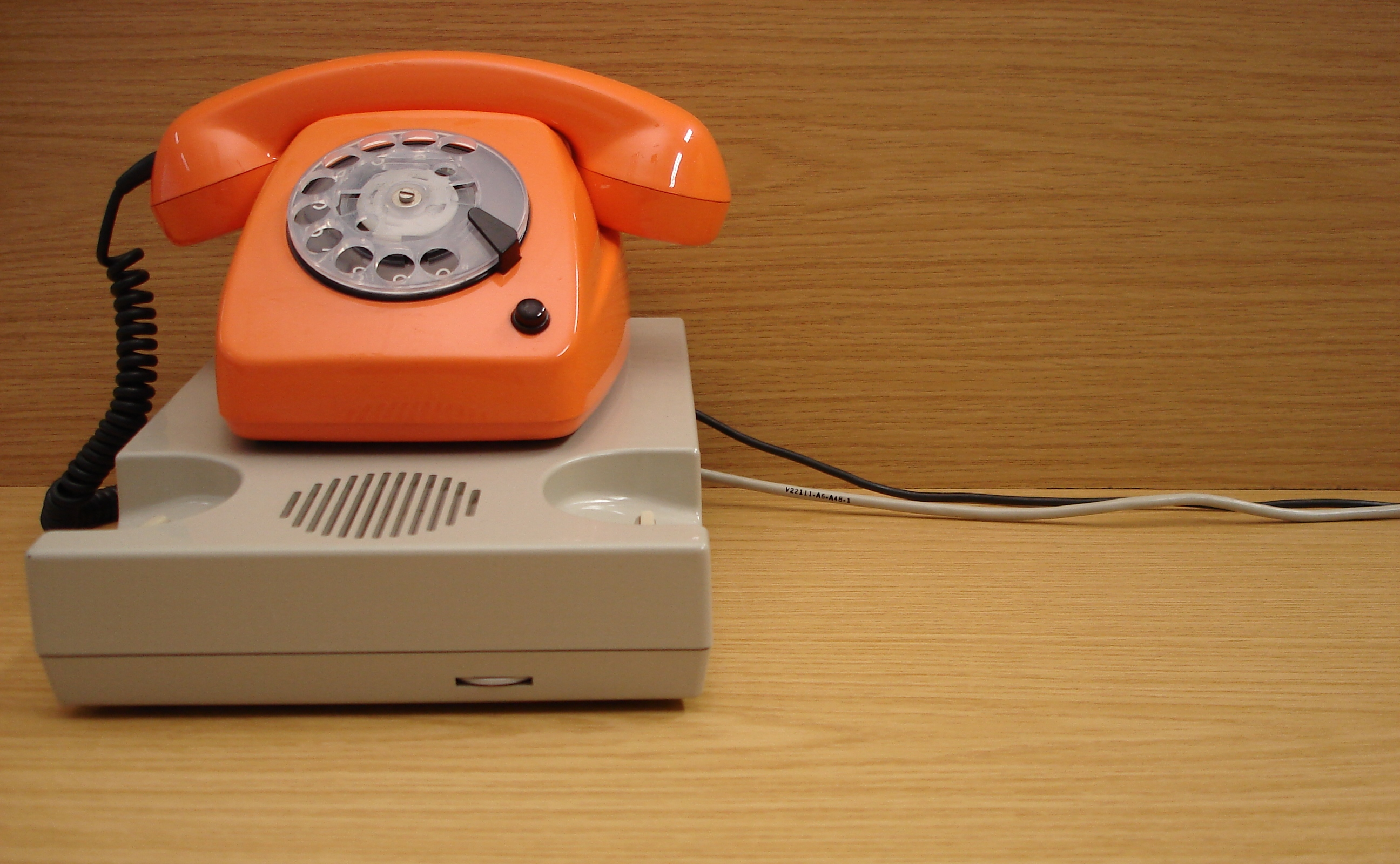
Parallelmodem in Ruhe, Telefon FeTap 612-2a (6.79)

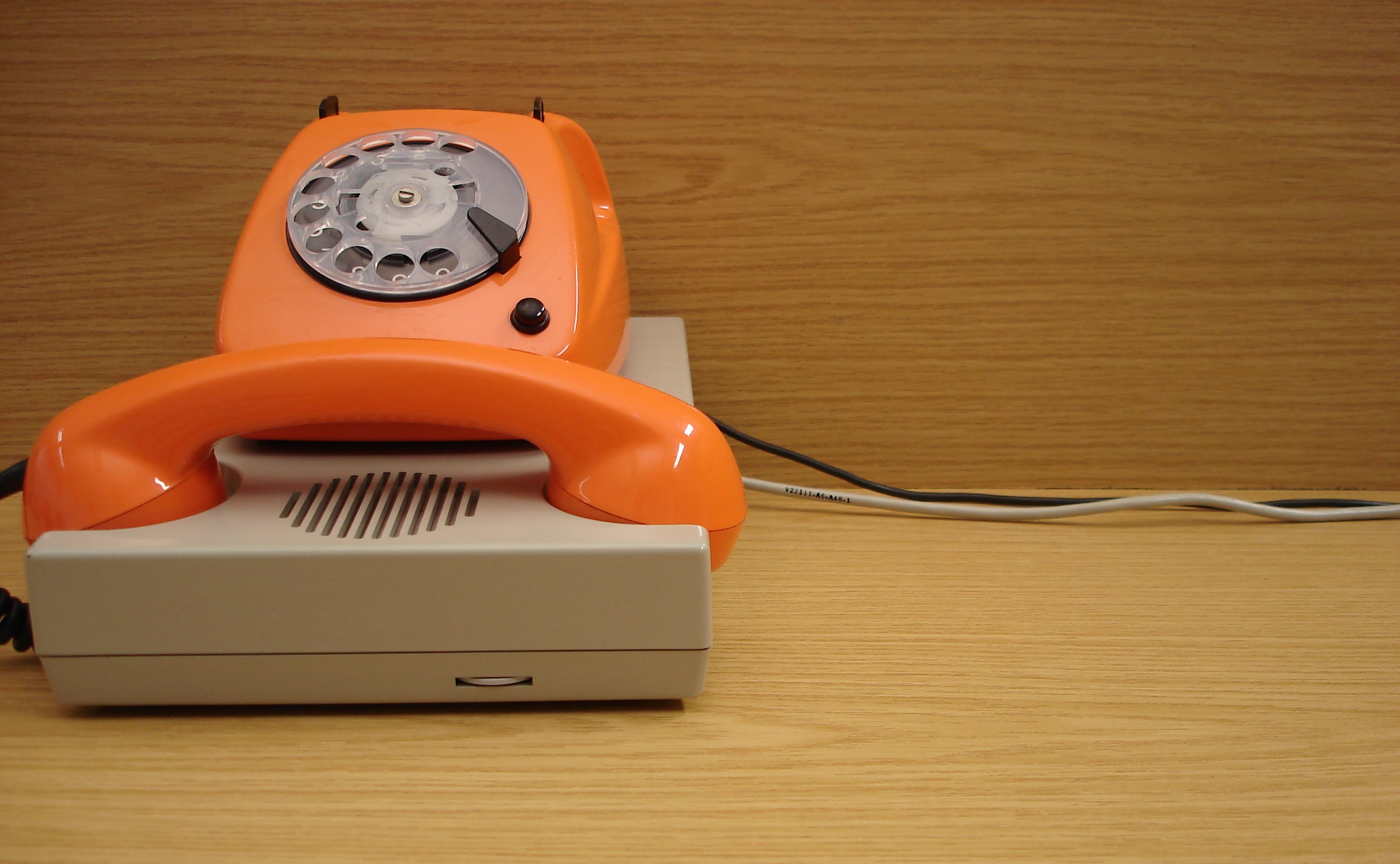
Parallelmodem in Betrieb

Ein Modem für Parallelübertragung oder Parallelmodem ist ein Modem, also ein Datenübertragungsgerät, bei dem die Daten nicht bitseriell, sondern zeichenweise übertragen werden. Die Geräte waren bis ca. 1990 häufig im Einsatz und dienten dazu, Daten über das Telefonnetz an einen Zentralrechner zu übertragen.
Parallelmodems erlauben eine maximale Übertragungsgeschwindigkeit von 40 Zeichen pro Sekunde; der Standard ist 20 Zeichen/s. Serielle Modems nach V.90 haben eine Datenübertragungsrate von 56.000 Bit/s; ein heutiger VDSL2-Anschluss kann theoretisch 200 Mbit/s erreichen.
Apotheken und Buchhändler waren oft Benutzer dieser Technik; Apothekermodem war eine umgangssprachliche Bezeichnung von Parallelmodems. Das Fernmeldetechnische Zentralamt (FTZ) erteilte seinerzeit privaten Modems keine Betriebserlaubnis, diese Geräte mussten von der Deutschen Bundespost gemietet werden.
Im Jahr 1990 betrug die monatliche Miete mit enthaltener Instandsetzungspauschale für ein Parallelmodem 27,99 DM, ein serielles Modem mit einer Datenübertragungsrate von 4800 bit/s kostete damals monatlich 62,02 DM.
Ein typisches Endgerät der damaligen Zeit war der Kleinlochkartenleser.
Die vorgesehenen Anwendungen sind Datensammelsysteme (Zentralstation), die von vielen Nutzern (Außenstationen) angewählt werden und eine sehr geringe Datenmenge übertragen.
In Deutschland wird diese Technik seit mindestens 1969 eingesetzt.
Noch im Jahr 2006 gab es sie innerhalb der Wasserwirtschaft in Süddeutschland; es werden damit unter anderem Pegeländerungen von Flüssen oder Talsperren übermittelt.
Eine Datenübertragung mittels Parallelmodem wurde von der Deutschen Bundespost zu 95 % aller Verbindungen als fehlerfrei garantiert, bei seriellen analogen Modems gab es (Stand 2006) nur eine im Rahmen der technischen Möglichkeiten garantierte Bitfehlerrate.

## Normung
Das Prinzip der Paralleldatenübertragung wurde in verschiedenen Empfehlungen beschrieben. Das CCITT beschloss 1968 die Empfehlung V.30. Diese ging 1976 in die ITU-T Empfehlung V.20 über. Die Empfehlung V.20 ist technisch überholt und wurde 1988 zurückgezogen. Ebenfalls 1976 wurde von der ITU-T die Empfehlung V.19 verabschiedet.
In diesem Artikel werden hauptsächlich Modems entsprechend der Norm V.20 beschrieben.

## Übertragungsprinzip
Bei Parallelmodems übergibt die Datenendeinrichtung ein Zeichen komplett oder zur Hälfte an das Übertragungsgerät. Bei seriellen Modems werden die Zeichen bitweise nacheinander übergeben.
Das Übertragungsprinzip beruht darauf, dass mehrere feste Frequenzen gleichzeitig gesendet werden und sich überlagern. Die Dauer einer Frequenzkombination oder der Ruhelage ist minimal 25 Millisekunden.
Aus Frequenzgruppen mit vier Frequenzen wird jeweils eine gesendet. Die Ruhelage zur Zeichentrennung ist in der V.19 das Fehlen eines Signales, in der V.20 das Senden der jeweils höchsten Frequenz.

## Anschaltung an die Fernsprechleitung
In der ersten Gerätegeneration einer Außenstation in Deutschland (D20P-A02) wurde die Verbindung zur Zentralstation mit dem dazugehörigen Telefon durch den Bediener aufgebaut. Nachdem eine Verbindung hergestellt wurde, wurde der Telefonhörer in die entsprechenden Mulden des Modems gelegt. Dadurch wurde nicht, wie bei einem Akustikkoppler eine akustische Verbindung zwischen den Teilnehmern aufgebaut. Das Auflegen des Höres betätigte einen Umschalter, der das Telefon von der Leitung abschaltete und das Modem aktivierte. Das Gehäuse dieser Geräte hatte den gleichen Farbton wie ein damals standisierter FeTAp 61 und stellte gleichzeitig eine Auflagefläche für dieses Telefon dar.
Spätere Gerätegenerationen konnten auch mittels einer Automatischen Wähleinrichtung für Datenverbindungen oder einer Datentaste mit der Fernsprechleitung verbunden werden.

## Sendedaten

### ITU-T Empfehlung V.19
Die V.19 benutzt die Frequenzgruppen einer MFV-Wahl. Durch Kombination sind nur 16 Zeichen darstellbar, was aber für den vorgesehenen Anwendungszweck (Übertragung von Ziffern) ausreichend ist.
| Kanalnummer | 1       | 2       | 3       | 4       |
| ----------- | ------- | ------- | ------- | ------- |
| Gruppe A    | 697 Hz  | 770 Hz  | 852 Hz  | 941 Hz  |
| Gruppe B    | 1209 Hz | 1336 Hz | 1477 Hz | 1633 Hz |

### ITU-T Empfehlung V.20
V.20-Modems arbeiten ähnlich, allerdings mit anderen Frequenzen. Eine Erweiterungsmöglichkeit für eine dritte Frequenzgruppe (B) ist vorhanden.
| Kanalnummer | 1       | 2       | 3       | 4       |
| ----------- | ------- | ------- | ------- | ------- |
| Gruppe A    | 920 Hz  | 1000 Hz | 1080 Hz | 1160 Hz |
| Gruppe B    | 1320 Hz | 1400 Hz | 1480 Hz | 1560 Hz |
| Gruppe C    | 1720 Hz | 1800 Hz | 1880 Hz | 1960 Hz |

#### Zeichenvorrat
- 15 verschiedene Zeichen mit 20 Zeichen/sek
 Es werden nur die Frequenzgruppen A und C genutzt. Zeichentrennung ist die Ruhelage.
- 63 verschiedene Zeichen mit 20 Zeichen/sek
 Alle drei Frequenzgruppen werden genutzt. Zeichentrennung ist die Ruhelage.
- 16 verschiedene Zeichen mit 40 Zeichen/sek
 Die Frequenzgruppe B wechselt bei jedem neuen Zeichen zwischen B2 und B3. Ohne Ruhelage werden die Zeichen nacheinander gesendet, das scheinbare Taktsignal auf B ermöglicht eine Trennung.
- 256 verschiedene Zeichen mit 20 Zeichen/sek
 Ähnlich wie vorher, nur wird jeweils ein halbes Zeichen übertragen. Die Frequenz B3 zeigt die erste Hälfte, B2 die zweite Hälfte des zu übertragenen Zeichens an.

## Empfangsdaten
Parallelmodems arbeiten prinzipiell simplex. Eine Datenübertragung als Antwort war ursprünglich nicht vorgesehen, andere Möglichkeiten sind aber vorhanden.
Die Rückmeldung über die empfangenen Daten (Gut/Schlecht-Meldung) kann über einen Ton von 420 Hz erfolgen; die maximale Übertragungsrate beträgt 5 Bit/s. Dies ist eine einfache Amplitudenmodulation (AM): Ton ein oder aus. Ein frequenzmodulierter (FM) Rückkanal mit 75 Bit/s wurde genormt, kam aber kaum zum Einsatz. Der Ton des AM-Rückkanals überschneidet sich mit Signalisierungsfrequenzen aus Telefonanlagen (siehe Ruf- und Signalmaschine); es kam oft zu Fehlinterpretationen bis hin zum Verbindungsabbau. Einfache Parallelmodems hatten einen eingebauten Lautsprecher zur Wiedergabe der Rückmeldungen.

## Schnittstellen zur Datenendeinrichtung

### Außenstation V.19

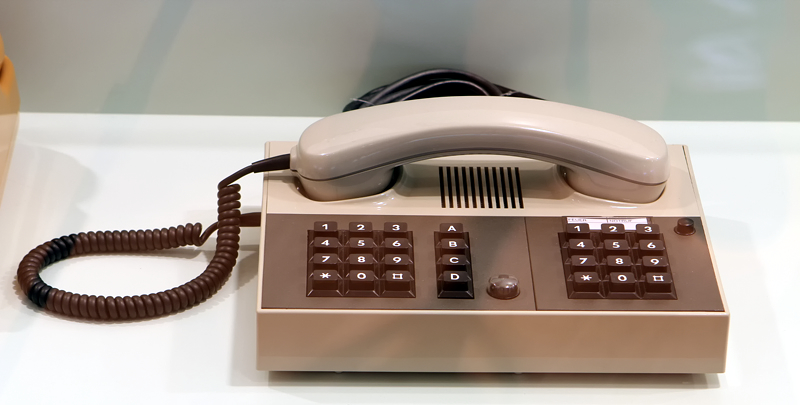
FeTAp 7855
Telefon mit Modem für Einfachdatenübertragung im Museum für Kommunikation Frankfurt

Ein Modem mit einer Schnittstelle wird in den Normen nicht beschrieben.
Ab 1980 gab es spezielle Telefone, die als „Modem“ bezeichnet werden könnten: Sie hatten wahlweise eine Wählscheibe oder einen Tastenwahlblock zum Verbindungsaufbau und links daneben einen zweiten Tastenblock zur manuellen Eingabe der zu übertragenden Daten. Diese Telefone hatten die Bezeichnung FeTAp 7855; der Hersteller war die Firma Hagenuk.
Eines der ersten Komforttelefone der Deutschen Bundespost war das Modell „Dallas“. Durch die Umschaltemöglichkeit zwischen Impuls- und Tonwahl wurde es als geeignet zur Teilnahme am Einfachen Datenverkehr beworben.
Geräte dieser Art erhielten damals zum Beispiel Sammelbesteller im Versandhandel.

### Außenstation V.20

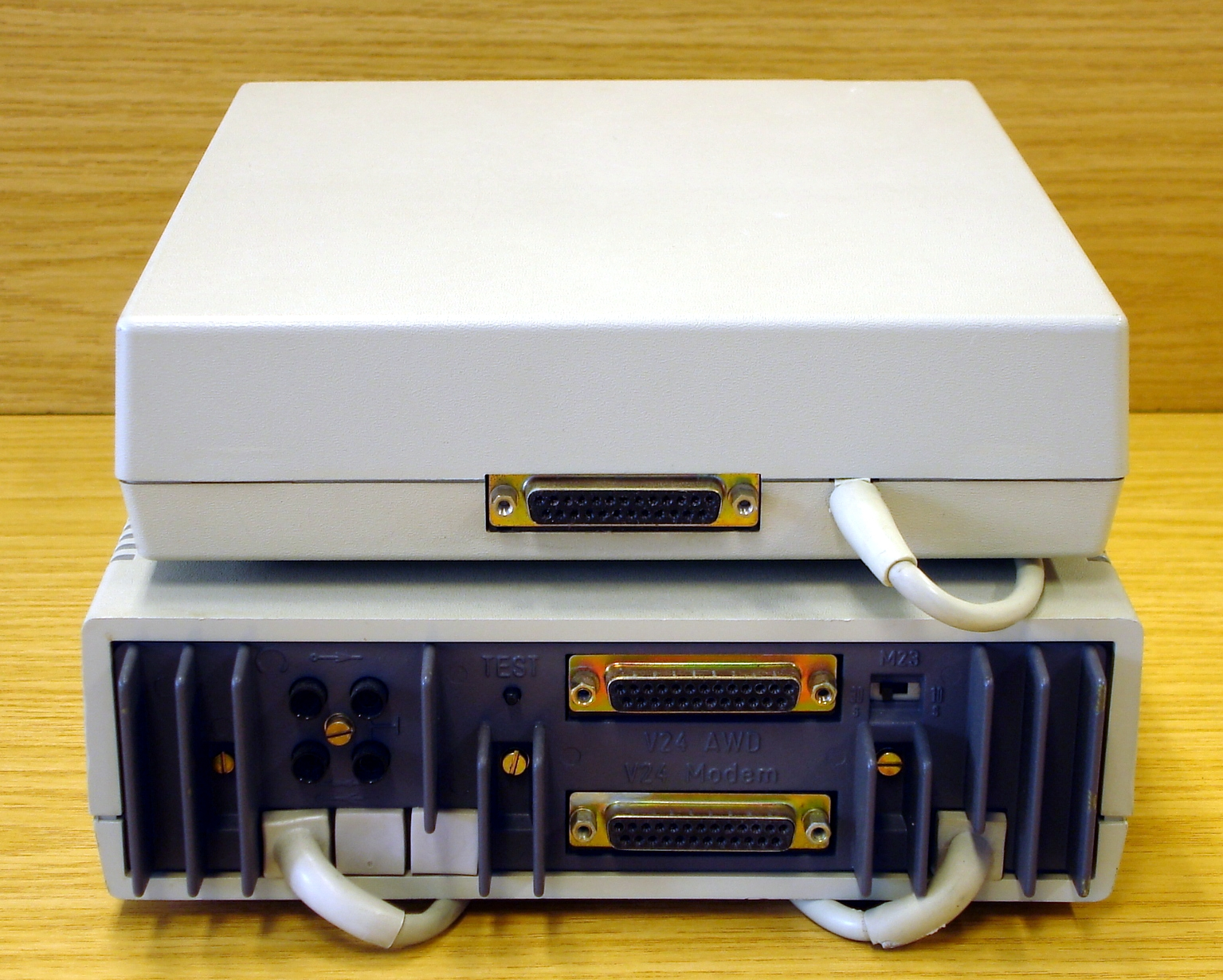
Ungenaue oder fehlende Schnittstellenbezeichnung:
oben: Parallelmodem D20P-A03
unten: serielles Modem mit V.24 AWD (Verbindungsaufbau) und V.24-Modem (Datenübertragung)

Die Schnittstellen zwischen Endeinrichtung und Übertragungseinrichtung sind in der ITU-T-Empfehlung V.24 (deutsche Variante: DIN 66020-1) beschrieben. Die elektrischen Parameter sind allerdings nicht die der oft verwendeten V.28, sondern allgemein einfache Kontakte mit Hin- und Rückleitung (ITU-T V.31).
Durch die geringe Übertragungsgeschwindigkeit wurden oft normale Relais zur Steuerung eingesetzt.
Die 25-polige Steckverbindung ist die gleiche wie bei seriellen Modems (ISO 2110). Da jede Schnittstelle durch Hin- und Rückleiter zwei Kontakte benötigt, ist die Anschlussbelegung unterschiedlich zu anderen Modems. Eine Verwechslung mit Modems der Zentralstation oder serieller Technik ist möglich.
Die in der ersten Spalte dieser Tabellen stehenden Abkürzungen werden umgangssprachlich benutzt.
|                                                             | ITU    | DIN    | Stift Hinleiter | Stift Rückleiter       | Beschreibung nach DIN 66020-1      | Hinweise                                                                     |
| ----------------------------------------------------------- | ------ | ------ | --------------- | ---------------------- | ---------------------------------- | ---------------------------------------------------------------------------- |
| Sendedaten und gemeinsamer Rückleiter einer Außenstation    |        |        |                 |                        |                                    |                                                                              |
| GND                                                         | 102    | E2     |                 | 7                      | Betriebserde                       |                                                                              |
| TXD                                                         | 103 A1 | D1     | 3               |                        | Sendedaten                         | Frequenzgruppe A                                                             |
| TXD                                                         | 103 A2 | D1     | 4               |                        | Sendedaten                         | Frequenzgruppe A                                                             |
| TXD                                                         | 103 A3 | D1     | 5               |                        | Sendedaten                         | Frequenzgruppe A                                                             |
| TXD                                                         | 103 B1 | D1     | 6               | Frequenzgruppe BAnm. 1 | Sendedaten                         |                                                                              |
| TXD                                                         | 103 B2 | D1     | 7               | Frequenzgruppe BAnm. 1 | Sendedaten                         |                                                                              |
| TXD                                                         | 103 B3 | D1     | 8               | Frequenzgruppe BAnm. 1 | Sendedaten                         |                                                                              |
| TXD                                                         | 103 C1 | D1     | 9               | Frequenzgruppe C       | Sendedaten                         |                                                                              |
| TXD                                                         | 103 C2 | D1     | 10              | Frequenzgruppe C       | Sendedaten                         |                                                                              |
| TXD                                                         | 103 C3 | D1     | 11              | Frequenzgruppe C       | Sendedaten                         |                                                                              |
| Hilfskanal- oder Rückkanal-Empfangsdaten einer Außenstation |        |        |                 |                        |                                    |                                                                              |
| SRCV                                                        | 119 AM | HD2 AM | 20              | 21                     | Hilfskanal-Empfangsdaten           | Leitungssignal AM, 5 B/sekAnm. 2                                             |
| SRCV                                                        | 119 FM | HD2 FM | 2               | 12                     | Hilfskanal-Empfangsdaten           | Leitungssignal FM, 75 B/sek                                                  |
| Schnittstellen zur Steuerung einer Außenstation             |        |        |                 |                        |                                    |                                                                              |
|                                                             | 108/1  | S1.1   | 24              | 25                     | Übertragungsleitung anschalten     | Anm. 3                                                                       |
| DTR                                                         | 108/2  | S1.2   | 24              | 25                     | DEE betriebsbereit                 | Anm. 3                                                                       |
| RTS                                                         | 105    | S2     | 16              | 17                     | Sendeteil einschalten              | Nur Sender oder Empfänger aktivieren, bedingt durch minimale Stromversorgung |
|                                                             | 129    | HS3    | 18              | 19                     | Hilfskanal-Empfänger einschalten   | Nur Sender oder Empfänger aktivieren, bedingt durch minimale Stromversorgung |
| Meldeleitungen einer Außenstation                           |        |        |                 |                        |                                    |                                                                              |
| DSR                                                         | 107    | M1     | 22              | 23                     | Betriebsbereitschaft               | Aktiv, wenn Modem an Leitung                                                 |
| RNG                                                         | 125    | M3     | 14              | 15                     | Ankommender Ruf                    | Aktiv während der Rufspannung                                                |
| SDCD                                                        | 122    | HM5    | 20              | 21                     | Hilfskanal-Empfangssignalerkennung | Nur für FM-Betrieb Anm. 2                                                    |

Anmerkung 1: Die Benutzung der Frequenzgruppe B ist optional.
Anmerkung 2: Die gleichzeitige Benutzung eines amplitudenmodulierten und frequenzmodulierten Rückkanals ist nicht vorgesehen. Deshalb überschneidet sich die Anschlussbelegung.
Anmerkung 3: Es gibt zwei Möglichkeiten, eine Datenübertragung zu beginnen:
- 108/1: Die DEE ist im Wartezustand und startet bei einem ankommenden Ruf die Datenübertragung durch Einschalten dieser Schnittstelle. Das Übertragungsgerät belegt daraufhin sofort die Leitung.
- 108/2: Die DEE ist betriebsbereit, das Übertragungsgerät wartet auf Aktivierung. Ein ankommender Ruf, das manuelle Drücken des Benutzers der Datentaste des Telefons oder die Schnittstellenleitung 204 (M24) einer AWD nach V.25 schaltet das Übertragungsgerät an die Leitung.

### Zentralstationen
Datenübertragung nach V.20 gab es in Deutschland mindestens seit 1969; eine Zentralstation nach V.19 wurde 1978 eingeführt.
Die Zentralstationen beider Normen haben die gleiche Schnittstelle:
- Die Steckverbindung ist 25-polig (nach ISO 2110).
- Elektrische Werte sind in der ITU-T V.28 beschrieben.
- Die Funktion entspricht Schnittstellen der ITU-T V.24.
- Es besteht die gleiche Verwechslungsgefahr wie bei einer Außenstation.

Die Schnittstelle 191 (Transmitted voice answer), in der DIN 66020-1 als Gesendete Sprachantwort bezeichnet, ist eine Besonderheit.
Es ist eine Datenschnittstelle, auf der analoge Signale übertragen werden.
Eine Anwendung war ab 1979 die akustische Rückmeldung von Eingaben: Karlchen, eine Fahrplanauskunft der Deutschen Bundesbahn im Bereich Frankfurt. Der Benutzer gab über die Wählscheibe eines Telefons seine Reisewünsche ein, wobei die Bahnhöfe über ihre Telefonvorwahl identifiziert wurden. Nach Eingabe der Abfahrtsuhrzeit (nur Stunden) und des Reisetages und -monats, erfolgte eine Ansage über Reisemöglichkeiten. Heute wird das Auswählen von Menüpunkten über die Tastatur eines Telefons beim Anruf eines Servicecenters allgemein genutzt, was auch eine Art der Datenübertragung ist.
|                                                                      | ITU    | DIN  | Stift      | Beschreibung nach DIN 66020-1                        | Hinweise                                 |
| -------------------------------------------------------------------- | ------ | ---- | ---------- | ---------------------------------------------------- | ---------------------------------------- |
| Erdleitungen (Rückleitungen, Masseverbindungen) einer Zentralstation |        |      |            |                                                      |                                          |
| FG                                                                   | 101    | E1   | 1          | Schutzerde                                           |                                          |
| GND                                                                  | 102    | E2   | 24         | Betriebserde                                         |                                          |
| Sendedaten einer Zentralstation                                      |        |      |            |                                                      |                                          |
| SXMT                                                                 | 118    | HD1  | 17         | Hilfskanal-Sendedaten                                | Anm. 1                                   |
|                                                                      | 191    | A1   | 17         | Gesendete Sprachantwort, galvanisch getrennt von GND | HinleiterAnm. 1                          |
| 18                                                                   | 191    | A1   | Rückleiter | Gesendete Sprachantwort, galvanisch getrennt von GND |                                          |
| Empfangsdaten einer Zentralstation                                   |        |      |            |                                                      |                                          |
| RXD                                                                  | 104 A1 | D2   | 3          | Empfangsdaten                                        | Frequenzgruppe A                         |
| RXD                                                                  | 104 A2 | D2   | 4          | Empfangsdaten                                        | Frequenzgruppe A                         |
| RXD                                                                  | 104 A3 | D2   | 5          | Empfangsdaten                                        | Frequenzgruppe A                         |
| RXD                                                                  | 104 A4 | D2   | 6          | Empfangsdaten                                        | Frequenzgruppe A                         |
| RXD                                                                  | 104 B1 | D2   | 13         | Empfangsdaten                                        | Frequenzgruppe BAnm. 2                   |
| RXD                                                                  | 104 B2 | D2   | 14         | Empfangsdaten                                        | Frequenzgruppe BAnm. 2                   |
| RXD                                                                  | 104 B3 | D2   | 15         | Empfangsdaten                                        | Frequenzgruppe BAnm. 2                   |
| RXD                                                                  | 104 B4 | D2   | 16         | Empfangsdaten                                        | Frequenzgruppe BAnm. 2                   |
| RXD                                                                  | 104 C1 | D2   | 9          | Empfangsdaten                                        | Frequenzgruppe C                         |
| RXD                                                                  | 104 C2 | D2   | 10         | Empfangsdaten                                        | Frequenzgruppe C                         |
| RXD                                                                  | 104 C3 | D2   | 11         | Empfangsdaten                                        | Frequenzgruppe C                         |
| RXD                                                                  | 104 C4 | D2   | 12         | Empfangsdaten                                        | Frequenzgruppe C                         |
| Steuerleitungen einer Zentralstation                                 |        |      |            |                                                      |                                          |
| CDSL                                                                 | 108/1  | S1.1 | 22         | Übertragungsleitung anschalten                       |                                          |
| DTR                                                                  | 108/2  | S1.2 | 22         | DEE betriebsbereit                                   |                                          |
| RTS                                                                  | 105    | S2   | 20         | Sender einschalten                                   | für Sprachantwort                        |
|                                                                      | 124    | S3   | 25         | Alle Frequenzgruppen verwenden                       |                                          |
|                                                                      | 130    | S9   | 19         | Bestätigungston senden                               | 5 B/sek AMAnm. 1                         |
| SRTS                                                                 | 120    | HS2  | 19         | Hilfskanal-Sendeteil einschalten                     | 75 B/sek FMAnm. 1                        |
| Meldeleitungen einer Zentralstation                                  |        |      |            |                                                      |                                          |
| DSR                                                                  | 107    | M1   | 23         | Betriebsbereitschaft                                 |                                          |
| RNG                                                                  | 125    | M3   | 21         | Ankommender Ruf                                      |                                          |
| CD                                                                   | 109    | M5   | 8          | Empfangssignalerkennung                              |                                          |
| SQD                                                                  | 110    | M6   | 2          | Empfangsgüte                                         | eine Frequenz pro Gruppe erkannt         |
| SCTS                                                                 | 121    | HM2  | 18         | Hilfskanal-Sendebereitschaft                         | bei 75 B/sek FM                          |
| Taktleitungen einer Zentralstation                                   |        |      |            |                                                      |                                          |
|                                                                      | 131    | T5   | 7          | Empfangsseitige Abtastmarkierung                     | bei negativer Flanke ist Zeichen erkannt |

Anmerkung 1: Die gleichzeitige Verwendung von Antwortton oder Hilfskanal als Rückmeldung ist nicht möglich.
Anmerkung 2: Die Benutzung der Frequenzgruppe B ist optional.

## Gerätetechnik

### Modem der Außenstation

Drei Generationen von Außenstationen
→ Geräte geschlossen
→ Geräte geöffnet

Die ursprüngliche Technik war sehr einfach. Es wurden viele Teile aus vorhandenen Telefonen benutzt: Der mechanische Umschalter zwischen Sprach- und Datenbetrieb, das Schauzeichen für Testzwecke, die großen Kondensatoren und Übertrager waren Standardbauteile aus Telefonen der damaligen Zeit.
Ein Parallelmodem hatte anfangs keine eigene Stromversorgung; es wurde durch den Schleifenstrom des analogen Fernsprechanschlusses gespeist. Durch diese direkte galvanische Kopplung mit der Fernsprechleitung waren diese Geräte störempfindlich. Überspannungen, die durch Blitzschlag entstehen konnten, führten häufig zur Zerstörung des Modems. Die verwendete V.31-Schnittstelle und die damit gegebene Isolation bietet einen gewissen Schutz gegenüber angeschlossenen Datenendgeräten; diese wurden weniger häufig ebenfalls beeinträchtigt.
Die ursprünglich minimale Stromaufnahme bedeutete technisch aber auch eine sehr genaue Fertigung, eine aufwändige manuelle Feineinstellung war notwendig. Jede Sendefrequenz wurde einzeln ermittelt und danach durch einen hochgenauen Widerstand realisiert. Die letzten Parallelmodems wurden deshalb in Digitaltechnik entwickelt; es entfiel der arbeitsintensive Frequenzabgleich. Diese Geräte benötigen allerdings eine eigene Stromversorgung.
Eine Außenstation hatte bei der Deutschen Bundespost die Bezeichnung D20P-A (20 Zeichen/sek, Parallelübertragung, Außenstation).

### Modem der Zentralstation

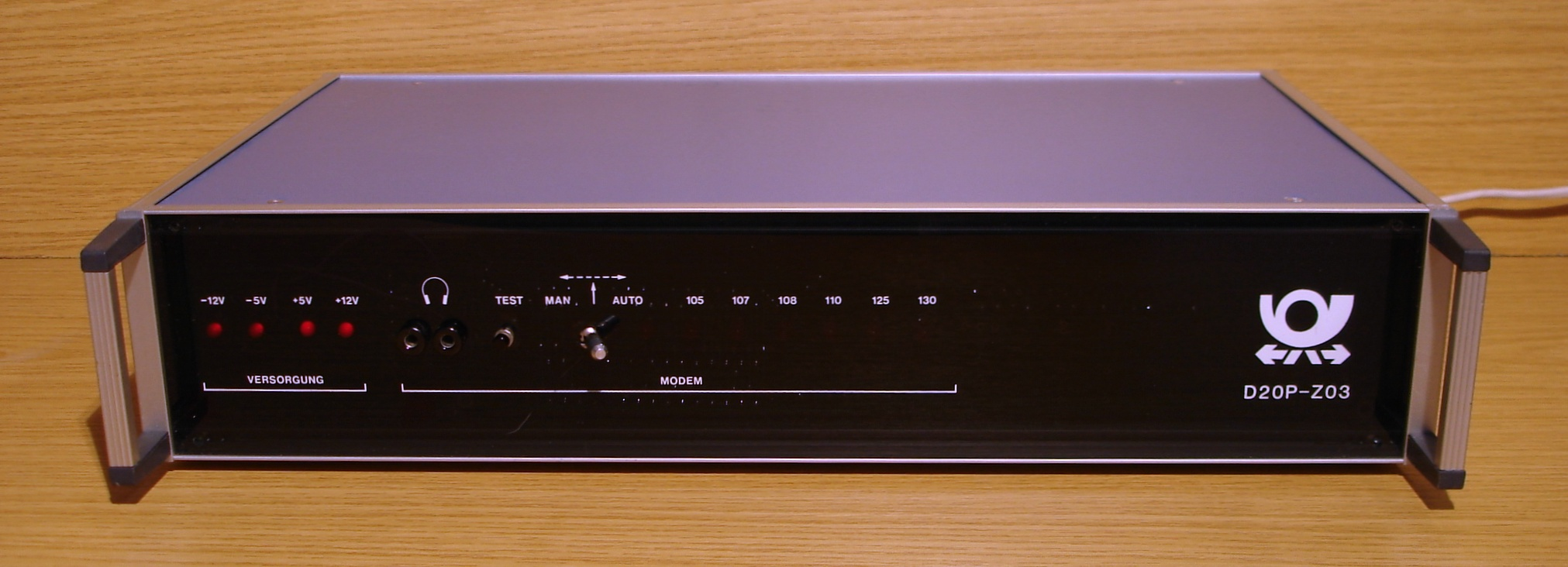
Beispiel einer Zentralstation

Die Zentralstation ist der Empfänger der kurzen Nachrichten von vielen Außenstationen. Da dieses Modem die unterschiedlichen Toleranzen der Außenstationen verarbeiten muss, ist es aufwändig in der Herstellung und damit teuer.
Zentralstationen entsprechend V.19 wurden bei der Deutschen Bundespost D10P-Z genannt; Geräte nach V.20 D20P-Z.

## Messtechnik

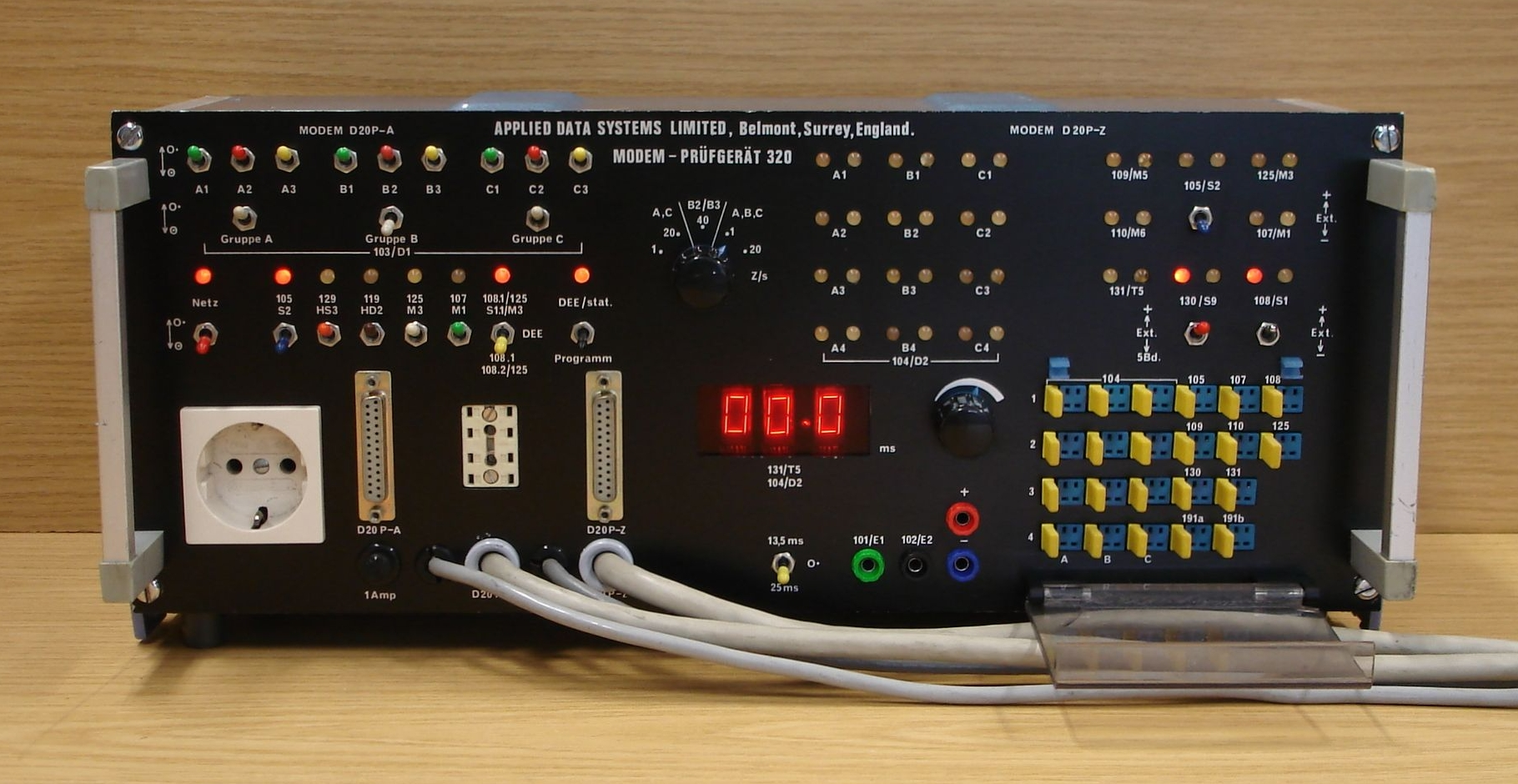
Messgerät zur Überprüfung von Parallelmodems

Die Messtechnik zum Überprüfen der Funktionsfähigkeit einer Übertragungsstrecke war ursprünglich ebenso einfach aufgebaut wie die damalige Gerätetechnik. Die Bedienung der Schnittstellen erfolgte manuell durch Schalter; wesentliche Funktionen wurden durch Relais gesteuert. Einige integrierte Schaltkreise in TTL-Technik wurden benutzt. Numitron-(Minitron-)Röhren zeigten als Siebensegmentanzeige an, wie viele Millisekunden die Zentralstation nach dem Erkennen der ersten Frequenz alle anderen Frequenzen erkannt hatte und die empfangene Zeichenkombination damit gültig war.
Das hier gezeigte Messgerät (Baujahr um das Jahr 1970) kann sowohl eine Außen- als auch eine Zentralstation steuern. Für die Überprüfung einer Übertragungsstrecke wird von einer Außenstation zur Zentralstation zu Testzwecken jede mögliche Zeichenkombinationen wahlweise manuell einzeln als auch automatisch nacheinander gesendet. Die Auswertung der empfangenen Zeichen an der Zentralstation erfolgt durch den Benutzer, optisch durch das mittlere Leuchtdiodenfeld oder gleichzeitig akustisch durch einen eingebauten Lautsprecher.
Hörbeispiele (alle möglichen Zeichen werden nacheinander gesendet):
| Zeichendauer: 1 Sekunde, Frequenzgruppen A und C vorhanden                                             |
| Zeichendauer: 50 Millisekunden, Frequenzgruppen A und C vorhanden                                      |
| Zeichendauer: 25 Millisekunden, Frequenzgruppen A und C vorhanden, B2/B3 wird als Taktsignal verwendet |
| Zeichendauer: 1 Sekunde, Frequenzgruppen A, B und C vorhanden                                          |
| Zeichendauer: 50 Millisekunden, Frequenzgruppen A, B und C vorhanden                                   |
Um 1985 wurde in Deutschland das erste durch einen Mikroprozessor gesteuerte Messgerät für Parallelmodems der Außenstation innerhalb der Deutschen Bundespost eingeführt, das TFT 20.
Dieses Gerät war kleiner und leistungsfähiger als die vorhandene Messtechnik; so konnten zum Beispiel 511 Bit lange Prüftexte
entsprechend der damaligen CCITT-Empfehlung V.52 (heute ITU-T O.153)
auf dem frequenzmodulierten Rückkanal ausgewertet werden. Als Gegenstelle zum Empfang der Testdaten gab es allerdings nur eine Station im damaligen DatenTestCenter (DTC) der Deutschen Bundespost in Frankfurt am Main.

## Endgeräte

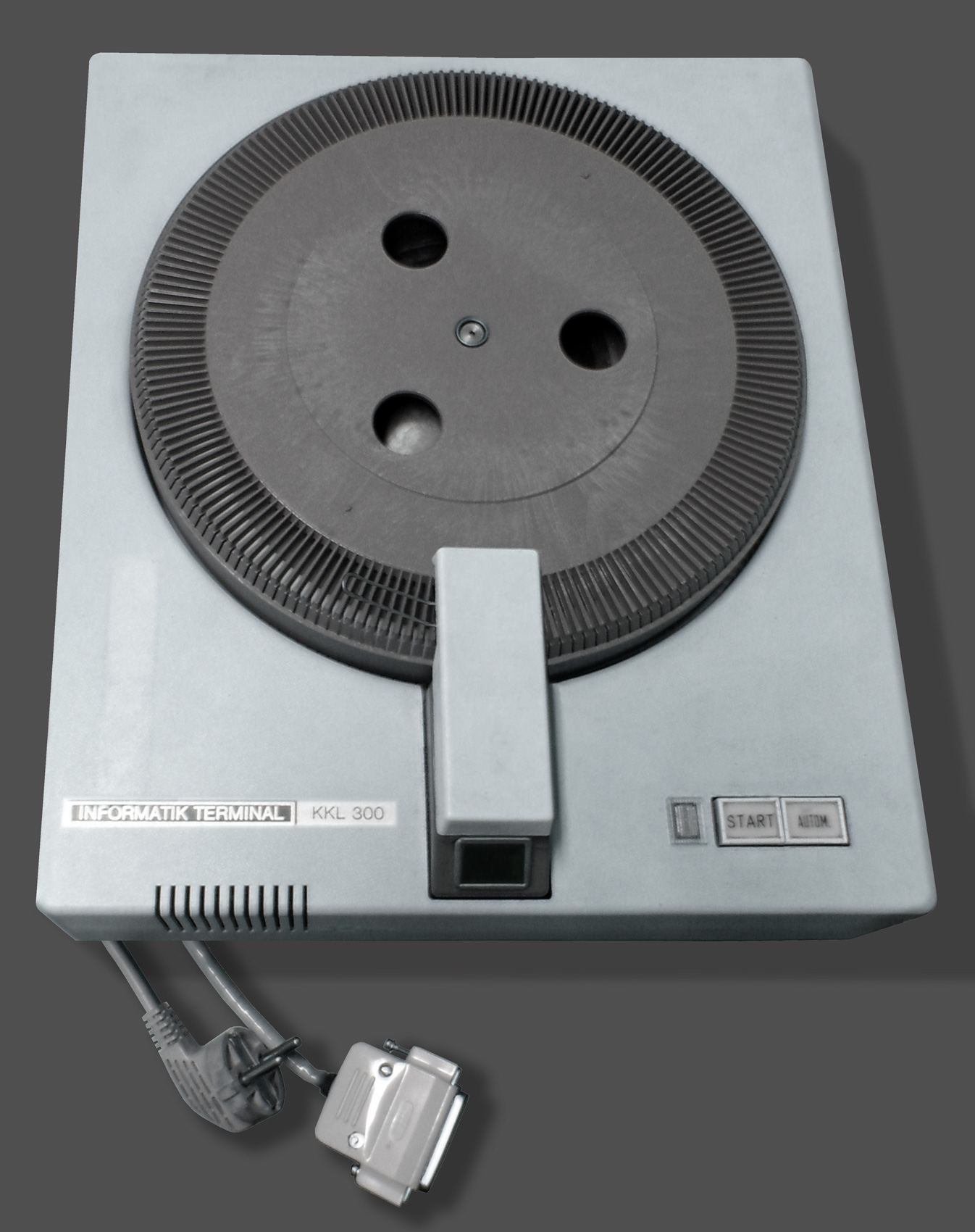
KKL 300

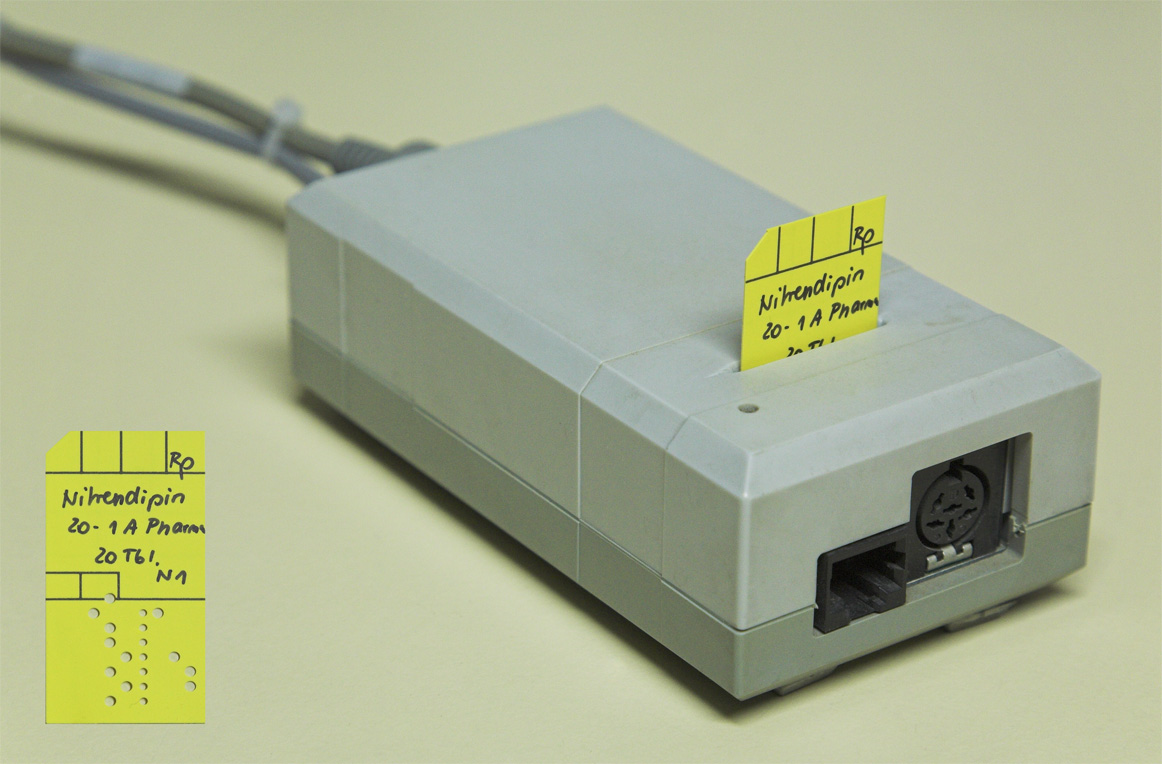
ABDA-Lochkarte heute

Als Datenendeinrichtung wurde in der damaligen Zeit unter anderen das Kleinkartenlesegerät KKL 300 der Firma SEL verwendet. Es ähnelt im Aufbau einem Diaprojektor mit Rundmagazin und war häufig in Apotheken in Gebrauch. Für viele Medikamente gab es kleine ABDA-Lochkarten
mit einer entsprechenden Kodierung. Bei einem Bedarf wurde diese Lochkarte in das Lesegerät eingesteckt, mittels Telefon und dann über das Parallelmodem eine Verbindung zum Großhandel hergestellt und damit eine Bestellung abgegeben. Diese Übertragungstechnik ist heute veraltet und wird nicht mehr angewendet; die Lochkarte ist allerdings noch in Gebrauch.